# Олена Воробей
Олена Воробей (справжнє ім'я — Олена Яківна Лебенбаум ; нар.. 5 червня 1967, Берестя, Білоруська РСР, СРСР) — російська акторка естради, кіно і телебачення, гумористка і пародистка. Заслужена артистка Росії (2012).

## Біографія

### Ранні роки
Народилася 5 червня 1967 року у Бересті, Білоруська РСР в єврейській сім'ї. Батько — Яків Мовшевич Лебенбаум, мати — Ніна Львівна Лебенбаум.
Закінчила музичне училище у Бересті.
1988 року переїхала до Ленінграда, оскільки вступила до Ленінградського театрального інституту (ЛДІТМіК) за спеціальністю «Артист театру, естради та кіно». Закінчила заклад вищої освіти у 1993 році. Керівник курсу — Ісаак Штокбант.

### Кар'єра
Зі студентських років почала працювати в ленінградському Державному театрі «Буфф», де познайомилася з Юрієм Гальцевим, Геннадієм Вєтровим та Наталією Ветлицькою.
У 1992 році виступила з клоунадою на конкурсі акторської пісні імені Андрія Миронова, де стала лауреаткою та отримала приз глядацьких симпатій.
У 1993 році отримала Гран-прі, спеціальний приз 1-го каналу і приз симпатій глядачів на Всеросійському конкурсі "Москва-Ялта-Транзит ". Пізніше Ірина Понаровська розповідала Олені, що члени журі довго радилися, чи можна Олені Лебенбаум із її прізвищем давати Гран-прі, а після конкурсу порадили їй взяти псевдонім.

Коли ми разом з Володимиром Натановичем Винокуром обирали мені сценічний псевдонім, чомусь у нас обох сплив у пам'яті образ горобця з пісні Едіт Піаф. І Винокур так глянув на мене: "Ну, звичайно, горобчик! Це настільки в десятку, що навіть нічого думати! Загалом, Горобець (рос. — Воробей) — і все! Воробей — дуже підходить до мого характеру та ставлення до життя. Та й у дитинстві мене у дворі часто звали «горобцем».
Крім того, під час багаторічної роботи в пітерському театрі «Буфф» я часто виконувала пісні Едіт Піаф, чий псевдонім перекладається як «Горобець».— 
Познайомившись з Аллою Пугачовою, прийняла пропозицію взяти участь у її концерті і вже встигла записати фонограму, але пісню Олени в результаті виконала дружина продюсера цього концерту Альона Апіна.
Робила пародії на Вайкуле, Пугачову, Распутіну ще до «Аншлагу». З 2000 року перейшла на естраду і почала зніматися в програмі Аншлаг, куди її запросив продюсер Олександр Достман, запропонувавши укласти контракт. Також почала зніматися і в інших популярних телевізійних проєктах. Переїхала до Москви.
Неодноразово ставала лауреаткою Всеросійських конкурсів артистів естради: «Хіт-парад Останкіно» (1995), Гран-прі «Кубок гумору» (2002).
Олена має свій театр, у ньому служать сім осіб.
У 2017 році Олені Воробей було закрито в'їзд на територію України.
Робила спільні номери з Сергієм Дроботенком, Юрієм Гальцевим, Наталією Ветлицькою та Геннадієм Вєтровим, Каріною Зверєвою, Світланою Рожковою, Миколою Аліпою, Ігорем Маменко, Володимиром Винокуром, Андрієм Бариновим, Ігорем Христенком, Борисом Мойсеєвим, Володимиром Данильцем та Володимиром Мойсеєнком, Оленою Степаненко та іншими.

### Особисте життя
- Батько — Яків Мовшевич Лебенбаум (нар. 2 травня 1948[10]), працював у ЖЕКу слюсарем[11].
- Мати — Ніна Львівна Лебенбаум (1947—2016), швачка та монтажниця, померла від раку[11].
- Дочка — Софія Ігорівна Лебенбаум (нар. 11 березня 2003)[11], народилася семимісячною, багато хворіла в дитинстві[12], в 2018 році в німецькій клініці перенесла операцію на хребті через сколіозу[10].
- Молодша сестра — Наталія Яківна (нар. 1973), медикиня за освітою, є хрещеною матір'ю доньки Олени Воробей і допомагає її виховувати. Її діти (племінники Олени): Олександр та Анастасія[3][13].

Батьків та сестру з племінниками Олена перевезла з Берестя до Москви. Олена Воробей живе на Воробйових горах в елітному комплексі «Золоті ключі».
В Олени було два фіктивні шлюби, про це вона розповіла Лері Кудрявцевіц в передачі Секрет на мільйон.
- Третій чоловік — Андрій Борисович Кислюк (нар. 24.03.1968)[18] — актор пітерського театру «Буфф». Прожили разом 10 років.

Коли розлучалася з чоловіком, звернула увагу, як багато довкола розпадається сімей. Бог його знає, чому! Може, це таке замкнене коло: жінки сильні, бо чоловіки слабкі?
— 
- Батько її дочки Софії (народилася 11 березня 2003) — Ігор Костянтинович, бізнесмен з Санкт-Петербурга. Він був одружений, мав своїх дітей. Розлучившись із дружиною, з Оленою так і не одружився, хоча допоміг їй купити квартиру в Москві. Помер від наслідків падіння зі сходів, отримавши перелом основи черепа. Кілька місяців Олена та лікарі боролися за його життя, він уже розплющував очі, починав ворушити руками, але всі зусилля близьких виявилися марними. На його спадок Олена не претендувала[19][20][20].
- Довгий час у пресі ходили чутки про австралійського нареченого-бізнесмена[21].
- Якоїсь миті стався роман із телепродюсером Кирилом[22][23].
- Улюблений чоловік — звукорежисер її колективу Олександр Каліщук, який заради неї теж розлучився із дружиною. Олександр має талант співака і пародиста, Олена хотіла зробити з ним спільний номер, але потім передумала[24][25] .

## Творчість

### Фільмографія
1. 1993 — Пристрасті по Анжеліці (у титрах — Лебенбаум) — Вікторія
2. 1998 — Тіло буде віддано землі, а старший мічман співатиме — покоївка
3. 2001 — Вулиці розбитих ліхтарів. Менти-3 (серія «Домовий») — Лариса
4. 2004 — Афромосквич — вчителька Жені
5. 2005 — Дванадцять стільців — Фіма Собак
6. 2005 — " Єралаш " (випуск № 184 «Пристрасті по Онєгіну»)
7. 2005 — Обережно, Задов! — Продавчиня-німфоманка
8. 2005 — Діаманти для Джульєтти — співачка Жанна
9. 2005 — Це все квіточки — Інга
10. 2005 — Перший швидкий — «бездарна акторка»
11. 2006 — Бідолашна крихта — Царівна-жаба / Чаклунка
12. 2006 — Перший будинки — напарниця міліціонера / Паша Строганова
13. 2007 — Королівство кривих дзеркал — буфетниця
14. 2008 — Золота рибка — Золота рибка
15. 2009 — Золотий ключик — лисиця Аліса
16. 2010 — Солдати та офіцери — багато ролей
17. 2010 — Морозко — Варвара
18. 2011 — Нові пригоди Аладдіна — мама Аладдіна
19. 2012 — Червона Шапочка — бабуся Червоної Шапочки
20. 2013 — Три богатирі — Білка
21. 2018 — Попелюшка — Фея

### Телепередачі
1. Аншлаг
2. 2013—2015, 2017-сьогодні — " Суботній вечір " (співведуча, з 2017 — в образі Алли Пугачової)
3. 2008 — " Найрозумніший " (СТС) — переможниця інтелектуального шоу «Найрозумніший бешкетник»
4. 2008 — " Дві зірки " (2-й сезон) — учасниця конкурсної програми (у дуеті з Борисом Мойсеєвим)
5. 2009 — " Російські сенсації ", фільми: «Зірки-одиначки», «Розрив серця»
6. 2009 — «Танці з зірками», телеканал «Росія», партнер Кирило Нікітін
7. 2011 — «Зірка плюс Зірка» (Зірка плюс Зірка), телеканал Україна, партнер Кирило Андрєєв, соліст групи Іванушки .
8. 2013 — " Повторюй! " — учасниця
9. 2017 — " Три акорди " — переможниця другого сезону проекту

### Об'єкти пародій
- Жанна Агузарова
- Ірина Аллєгрова
- Алсу
- Надія Бабкіна
- Олена Ваєнга
- Лайма Вайкуле
- Людмила Гурченко
- Ялинка
- Надія Кадишева
- Саті Казанова
- Валерій Леонтьєв
- Олена Малишева
- Таїсія Повалій
- Алла Пугачова
- Едіта П'єха
- Маша Распутіна
- Олександр Розенбаум
- Трохим
- Люба Успенська
- Жанна Фріске
- Кончита Вурст

### Театр
Грає в антерпризних спектаклях.
- «Він в Аргентині» — Ніна
- «Кохання по-італійськи» — Ева
- Ти мій Бог — Сільвія
- «З любов'ю не жартують» — Інесса
- «Чоловік з доставкою додому» — Марго

### Дискографія
Братья Воробьёвы — Письмо из армии (збірник «Екстрахіт 2», «Екстраденс 4», 1999)

### Озвучування
1. 2007 — Елька — Чайка

### Режисерка
1. 2014—2015 — Театральный гурток (радіопрограма)

### Педагогиня
1. з 2014 року — спеціальність: акторка радіопрограми з додатковим тембральним ухилом (Вища Школа телебачення та радіомовлення «Газпром-Медіа»)

## Нагороди
- Почесне звання " Заслужений артист Російської Федерації "[26] (2012).

Олена Воробей неодноразово ставала лауреаткою Всеросійських конкурсів артистів естради:
- Конкурс акторської пісні імені Андрія Миронова: 1992 рік — приз глядацьких симпатій, диплом
- " Москва-Ялта. Транзит-1993 " — гран-прі та приз глядацьких симпатій
- «Хіт-парад Останкіно» — 1995 р.,
- «Кубок гумору» — 2002 р.
- Золотий Остап — кубок найкраща акторка естради 2006 рік

Спеціальний приз Французької Театральної Академії за найкращу епізодичну роль у виставі «Генерали у спідницях»